# Allan Hunt
Pour les articles homonymes, voir Hunt.
Allan Hunt est un acteur américain né le 12 février 1945.

## Filmographie
*--1966: Voyage au fond des mers d'Irwin Allan : Ryley
- 1964 : The Misadventures of Merlin Jones : Student
- 1976 : Un vendredi dingue, dingue, dingue (Freaky Friday) de Gary Nelson : Car Cop
- 1977 : Herowork : Deputy Sherman
- 1978 : A Different Story (en) de Paul Aaron : Richard I
- 1978 : Colorado ("Centennial") (feuilleton TV) : Stanford (chapter 11)
- 1979 : Mandrake (TV) : Walter Kevan
- 1979 : The Ordeal of Patty Hearst (TV) : Agent Hunt
- 1980 : La Coccinelle à Mexico (Herbie Goes Bananas) : Canal operator #1
- 1982 : The Loveless : Customer in lounge